# دييغو غارزيتو
ان دياجو جارزيتو هو المدير الفنى لنادى المريخ السودانى سابقاوهو يبلغ من العمر 65 عاما وهو فرنسى الاصل ايطالى المولد وتولي تدريب عدة أندية من قبل، وحقق معها نتائج مبهرة، مثل مازيمبي الكونغولي حيث فاز معه بدوري أبطال أفريقيا 2009 والسوبر الأفريقي بعدها مباشرة، ودرب فرق الهلال السوداني والوداد المغربي وقاد المريخ السوداني للتأهل لنهائي دوري أبطال أفريقيا 2014 لم يصل مع المريخ لنهائي بل وصل معه لنصف نهائي 2015 ووحقق جارزيتو كأس المغرب مع نادي الوداد وكأس الجزائر مع نادي قسطنطين والدوري والكأس السوداني مع الهلال، ونفس الأمر مع المريخ وتأهل معه لنهائي دوري أبطال أفريقيا.

## روابط خارجية
- دييغو غارزيتو على موقع قاعدة بيانات كرة القدم.إي يو (الإنجليزية)